# Clarity (álbum de Kim Petras)
Clarity —en español: Claridad— es el segundo mixtape de la cantante alemana Kim Petras, lanzado mundialmente el 28 de junio de 2019 bajo el sello BunHead. En Clarity, Petras contó con el apoyo de los productores Made in China, antes conocido como Dr. Luke, Aaron Joseph, Brandon Hamlin, Jussifer, Brian Kierulf, Oliver y Ben Billions. Luego de dos años del proceso de desarrollo, el álbum se basa sobre reencontrarse consigo mismo, líricamente se enfoca en temas como el desamor y sus experiencias durante su vida.
El disco contó con comentarios positivos por parte de los críticos de música contemporánea, llegando a acumular una puntuación de 83 sobre 100, según Metacritic. De acuerdo con los críticos, aclamaron a Petras por la manera en que promovió el álbum, catalogándola como poco común. Además de esto, la mayoría de las canciones incluidas en el álbum fueron bien recibidas por los críticos, quienes elogiaron y alabaron su sonido pop y lo compararon positivamente con el estilo de Britney Spears.
Por otro lado, en modo de seguir promoviendo el disco, Petras inició una gira por Norteamérica y algunos países de Europa, titulada The Broken Tour, en referencia al primer sencillo promocional de Clarity, «Broken». Más tarde inició otra gira en promoción al disco, llamada Clarity Tour.

## Antecedentes

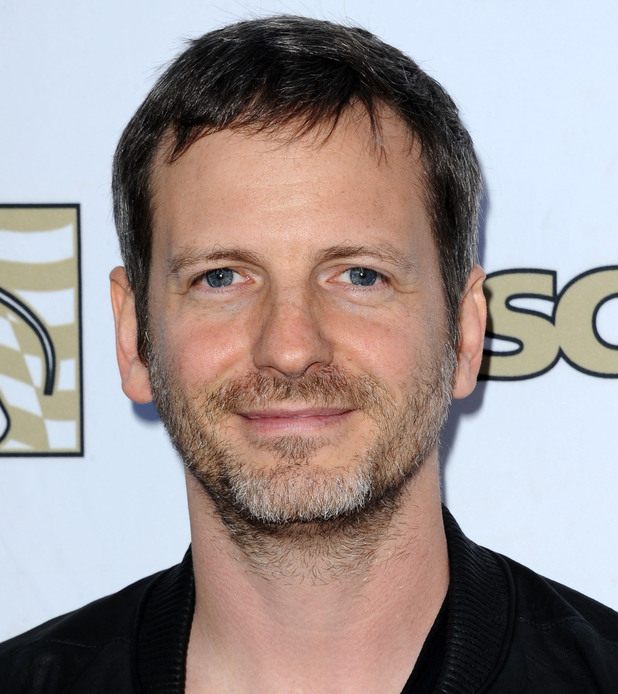
Lukasz Gottwald, más conocido como Dr. Luke o Made in China, se ocupó de producir todas las pistas del álbum.

Mientras consolidaba su carrera como cantante y realizaba algunas colaboraciones con artistas como Charli XCX, Cheat Codes, SOPHIE, entre otros, Petras publicó su mixtape debut, Clarity. Acerca del título, concepto e idea principal del mixtape, la cantante explicó que trató de encontrarse con ella misma durante el proceso, comentó que «al escribir mi nueva música he aprendido que muchas de las pequeñas cosas que salen mal en la vida realmente no importan al final del día. En todo caso, ahora soy una persona más fuerte gracias a ello». Durante un comunicado de prensa, la cantante aclaró que estuvo escribiendo las canciones para el álbum durante dos años, describiéndolo como un «viaje personal». Hablando sobre su experiencia y la composición de cada una de las canciones del disco, Petras dijo:

«Tengo experiencias únicas y he tenido experiencias únicas porque soy transgénero. Esas experiencias entran en mi música al cien por cien. Ser marginado y ser acosado te hace trabajar más duro en la vida. Tenía que luchar por todo porque no era un niño genial y tenía muy pocos amigos. Al mismo tiempo, solo soy una chica que está pasando por un desamor. A mí me parece lo mismo que a cualquiera otra chica, ya que si no te conectas con la gente no tienes nada que ver con tu género o sexualidad».

Petras se ocupó de escribir todas las canciones junto a Made in China, quien también se mantuvo trabajando en las melodías y sintetizadores del disco con el apoyo de otros productores musicales como Aaron Joseph, Brandon Hamlin, Jussifer, Brian Kierulf, Oliver y Ben Billions. Luego de publicar algunas canciones para promocionar su nuevo proyecto musical, la cantante describió algunas de ellas. Según Petras, «Personal Hell» es una canción basada en la «comodidad del nuevo amor, y lo intoxicante que puede ser sentir que alguien nuevo viene y revitaliza tu amor propio».

## Composición
Con respecto a su composición musical, algunos medios consideraron Clarity como una gran transición de su carrera debido al notable cambio de sus ritmos poperos y sus elementos ochenteros, optando por un sonido más misterioso y contemporáneo. En relación con sus lanzamientos anteriores, los cuales fueron influenciados mayormente por el pop de los años 80s, comparados al estilo de Madonna y Cyndi Lauper, Clarity experimenta otros de géneros musicales tales como el trap, dance y hip hop. Petras incorporó algunos elementos retro en «Sweet Spot», así como también algunos acústicos presentes como la guitarra en «Broken».
En cuanto a su concepto y contenido lírico, Clarity trata en gran parte con todas sus experiencias vividas, incluyendo baladas electro pop como «Broken», Petras habla sobre como encontrarse así misma a pesar de todas las malas experiencias por las que pueda pasar. Jeremy Helligar de la revista Variety consideró que el álbum podría subtitularse «Cómo ser una diva del pop moderna». Con una docena de canciones, consideradas «cortas, dulces y bastante simples».

## Recepción Crítica
Clarity tuvo una buena recepción, contando con reseñas positivas de parte de los críticos de música contemporánea. De acuerdo con Metacritic, acumulando las calificaciones de las críticas, el disco obtuvo un total de 83 por ciento de 100 puntos, sobre la base de 6 críticas.
De acuerdo con Jeremy Helligar de la revista Variety, el álbum es un «pop robusto», y lo comparó favorablemente con el álbum debut de la cantante sueca, Robyn, Robyn Is Here de 1995. Además, destacó cierta similitud en la trayectoria de la carrera entre Petras y Lorde. Consideró cada una de las canciones del álbum semejantes a los éxitos pop de Britney Spears y Christina Aguilera a principios de la década de los 2000s. Aimee Cliff, del diario The Guardian, calificó al álbum con cuatro de cinco estrellas, y elogió su potente power pop, afirmando que Kim Petras está «sonando como una superestrella en un universo paralelo» gracias a que su Bubblegum pop puede resultar muy adictivo.
Chris DeVille del sitio Stereogum, identificó el tema principal del álbum como buscando el lanzamiento a través del sexo y el materialismo. DeVille notó que marca un cambio en el contenido de Petras «desde un sonido pop chispeante a un territorio más brumoso, más triste y más adyacente al hip-hop». También lo elogió como una «colección impresionante», refiriéndose a las doce pistas incluidas en el álbum. Tyler Mazaheri de Flaunt favoreció la promoción no tradicional de un sencillo por semana, y elogió el proyecto por sus «estribillos pegajosos sobre ritmos bailables» Michael Love Michael de Paper proclamó que Petras apuesta por haber lanzado una de las colecciones pop más convincentes del año.

## Promoción

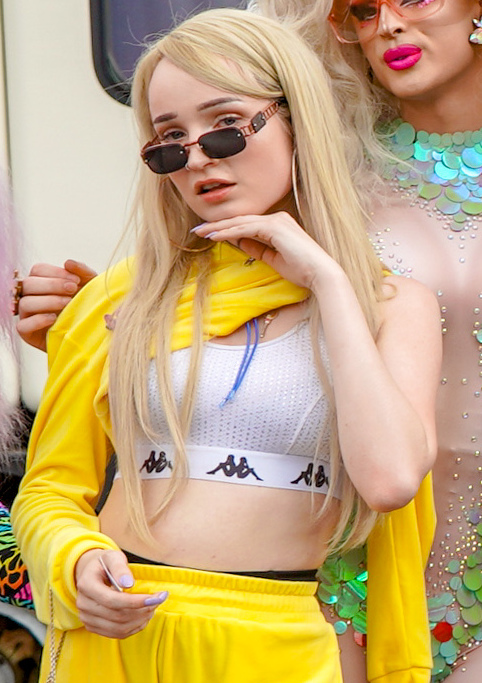
Kim Petras en el concierto Capital Pride de 2018, en Washington, Estados Unidos.

### Presentaciones en vivo
Las presentaciones en vivo para promocionar el disco comenzaron cuando Petras anunció 24 fechas de giras por Norteamérica para celebrar el lanzamiento de su nuevo sencillo «Broken». La gira promocional llevó por nombre The Broken Tour, y comenzó en Nashville, Tennessee el 11 de junio de 2019 y terminó en San Francisco, California el 26 de junio del mismo año. Anteriormente, Petras se había presentado en algunas ciudades de Estados Unidos desde su apertura para la gira Bloom de Troye Sivan en 2018.
Petras apareció en varias portadas de revistas, entre ellas; Galore, The Gay Times, Flaunt, Notion y ATKODE. Asimismo, se presentó en algunos festivales musicales y eventos de la comunidad LGBT en donde interpretó algunas de las canciones que conforman Clarity.

### Sencillos
A pesar de haber publicado semanalmente algunos sencillos promocionales, Petras aclaró mediante su cuenta de Twitter que el sencillo líder de Clarity sería «Icy». Su estreno fue realizado al mismo tiempo que el lanzamiento del álbum, el 28 de junio de 2019.
Anteriormente, Petras había lanzado nueve sencillos promocionales, comenzando por «Broken», «Got My Number», «Blow It All», «Sweet Spot», «All I Do Is Cry», «Do Me», «Clarity», «Personal Hell» y «Another One», siendo cada uno lanzado semanalmente hasta el estreno del álbum.

## Lista de canciones
| Clarity |                    |                                                                            |                                               |          |  |
| N.º     | Título             | Escritor(es)                                                               | Productor(es)                                 | Duración |  |
| 1.      | «Clarity»          | Kim Petras, Lukasz Gottwald, Aaron Joseph, Aaron Jennings y Brandon Hamlin | Made in China y Joseph Hamlin                 | 2:02     |  |
| 2.      | «Icy»              | Petras, Gottwald, Joseph, Theron, Thomas Vaughn y Oliver                   | Made in China, Joseph y Oliver*               | 3:09     |  |
| 3.      | «Got My Number»    | Petras, Gottwald, Joseph, Jennings y Jussi Karvinen                        | Made in China, Joseph y Jussifer*             | 2:54     |  |
| 4.      | «Sweet Spot»       | Petras, Gottwald, Joseph, Thomas y Oliver                                  | Made in China, Joseph y Oliver*               | 3:14     |  |
| 5.      | «Personal Hell»    | Petras, Gottwald, Joseph, Thomas, Oliver y Madison Love                    | Made in China, Joseph y Oliver*               | 3:48     |  |
| 6.      | «Broken»           | Petras, Gottwald, Joseph, Thomas, Hamlin y Benjamin Diehl                  | Made in China, Joseph, Hamlin y Ben Billions* | 3:48     |  |
| 7.      | «All I Do Is Cry»  | Petras, Gottwald, Joseph y Nic Nac                                         | Made in China y Joseph*                       | 3:23     |  |
| 8.      | «Do Me»            | Petras, Gottwald, Joseph, Thomas y Oliver                                  | Made in China, Joseph y Oliver                | 3:32     |  |
| 9.      | «Meet the Parents» | Petras, Gottwald, Joseph y Jennings                                        | Made in China y Joseph                        | 2:12     |  |
| 10.     | «Another One»      | Petras, Gottwald, Joseph, Love y Balding                                   | Made in China y Joseph                        | 3:45     |  |
| 11.     | «Blow It All»      | Petras, Gottwald, Joseph, Thomas y Ryan Ogren                              | Made in China y Joseph                        | 2:58     |  |
| 12.     | «Shinin»           | Petras, Gottwald, Joseph, Jennings y Thomas                                | Made in China y Joseph                        | 3:35     |  |
| 38:12   |                    |                                                                            |                                               |          |  |

## Posicionamientos en listas

### Semanales
| Estados Unidos | US Billboard Top Heatseekers | 7  |
| Estados Unidos | US Independent Albums        | 26 |

## Créditos y personal
- Kim Petras: Voz principal, voz secundaria y compositora.
- Productores: Aaron Joseph, Ben Billions, B Ham, Dr. Luke, Jussifer y Vaughn Oliver
- Voces secundarias: jesse saint john
- Compositores: Aaron Joseph, Ben Billions, B Ham, Dr. Luke, Jussifer, Kim Petras, lil aaron, Madison Love, Nic Nac, Ryan Ogren, Theron Thomas y Vaughn Oliver.

Fuente: Discogs.